# Мольцов
Мольцов (нем. Moltzow) — община в Германии, в земле Мекленбург-Передняя Померания. Входит в состав района Мекленбургское Поозёрье. Подчиняется управлению Зеенландшафт Варен. Население составляет 332 человека (на 31 декабря 2010 года). Занимает площадь 18,08 км².